# Yūki Tazawa
Yūki Tazawa (japanisch 田澤 勇気 Tazawa Yūki; * 16. Juli 1979 in der Präfektur Shizuoka) ist ein ehemaliger japanischer Fußballspieler.

## Karriere
Tazawa erlernte das Fußballspielen in der Schulmannschaft der Asahikawa University High School und der Universitätsmannschaft der Doto-Universität. Seinen ersten Vertrag unterschrieb er 2002 bei den Consadole Sapporo. Der Verein spielte in der höchsten Liga des Landes, der J1 League. Danach spielte er bei den Jatco FC, FC Eastern 04, TDK, FC Gifu und Thank FC Kuriyama. Ende 2007 beendete er seine Karriere als Fußballspieler.